# John Birke
John Birke (* 1981 in Toronto) ist ein deutscher Autor.

## Leben und Werk
Birke wuchs in Berlin und Stuttgart auf, studierte Philosophie in Leipzig und Kreatives Schreiben und Kulturjournalismus in Hildesheim. 1999 erhielt er für sein Stück Die Letzten den Stuttgarter Jungautorenpreis, 2003 gewann er mit Die Nacht der Nächte, Konzeptphase den Wettbewerb Drama Köln. Im selben Jahr wurde sein Stück Open End uraufgeführt. 2004 war Birke Teilnehmer des „Wochenendes junger Dramatiker“ der Münchener Kammerspiele, 2005 der Autoren-Werkstattage am Burgtheater Wien sowie 2006/07 des Autorenlabors am Düsseldorfer Schauspielhaus und bei dem Electronic Music Theater aus Frankfurt am Main als Autor und Darsteller. 2008 wurde das Kurzstück Kill Willy an der Schaubühne am Lehniner Platz, Berlin, aufgeführt. Außerdem inszeniert Birke ein Stück beim Literaturfestival Prosanova. 2009 wurde Birkes Stück Pas de deux fürs Schweizer Radio adaptiert. Für den Rowohlt Theater Verlag übersetzte er u. a. Stücke von Dennis Kelly, Patrick Marber und Mark Ravenhill ins Deutsche. Zusammenarbeit mit dem Komponisten und Performer Oliver Augst (2013 STADT DER TAUSEND FEUER Hörspiel und Live-Performance,  2014 ALLE TOTEN 1914 Hörspiel und Live-Performance, 2016 DER ERNST NEGER KOMPLEX Konzert und Performance) Birke lebt in Berlin.

## Stücke und Hörspiele
- Die Letzten. 1999
- Open End. 2003 (Köln)
- Pas de deux (Uraufführung 7. Dezember 2004, Burgtheater Wien)
- Die Nacht der Nächte, Konzeptphase. 2003
- Vier Stimmen. Steirischer Herbst 2006
- Madonna singt nicht mehr. 2007
- Verschwinden. (Uraufführung 29. November 2007, Sophiensaele Berlin)
- Kill Willy. 2008 (Schaubühne am Lehniner Platz, Berlin)
- Armes Ding (Uraufführung 30. November 2008, Münchner Kammerspiele)
- Bermudadreieck (Uraufführung 24. November 2009, Schauspielhaus Bochum)
- Globalisierung ist ein krasser Kunde, Darling (2. November 2009, Fernsehturm Stuttgart)
- Ich bin der Welt abhanden gekommen (Augst/Birke/Daemgen). 2011
- Stadt der 1000 Feuer (Augst/Birke). hr / SWR 2012

Live-Aufführungen im Künstlerhaus Mousonturm Frankfurt, der Alten Feuerwache Mannheim und im Musiktheater im Revier Gelsenkirchen.
- Alle Toten 1914 (Augst/Birke). Deutschlandradio Kultur, rbb, hr, Volksbühne Berlin 2014